# ブロモフルオロメタン
ブロモフルオロメタン（Bromofluoromethane）は、化学式がCH2BrFのハロメタンである。アルコールに溶け、クロロホルムには非常によく溶ける。
標準モルエントロピーSogasは276.3 J/(mol K)、比熱容量cpは49.2 J/(mol K)。

## 合成
現代では次の3つの方法で合成されている。
1. ハンスディーカー反応を使ったフルオロ酢酸塩からの合成法
2. ジブロモフルオロメタンをスワート試薬（三フッ化アンチモン）でフルオロ化する方法
3. ジハロメタンからのハロゲン交換反応または、ハロメタンからブロモ化・フルオロ化する方法

より高収率で得る方法に、有機スズヒドリドを用いたジブロモフルオロメタンの還元的脱ブロモ化がある。

## 用途
ブロモフルオロメタンは薬剤などの合成中間体として重要な試薬である。ブロモフルオロメタンの利用はオゾン破壊係数が0.73であることにより制限されている。異性体であるCH2Br18Fは放射化学に用いられている。